# Aeroporto Internazionale di Kelowna
L'Aeroporto Internazionale di Kelowna (ICAO: CYLW - IATA: YLW) è un aeroporto civile, situato vicino a Kelowna, in Canada.
Lo scalo opera un servizio di linea programmato che lo collega con più grandi aeroporti hub come Vancouver, Calgary, Edmonton, Victoria, Toronto, e Seattle. Stagionalmente offre anche voli per Cancún, Puerto Vallarta, Los Cabos, e Las Vegas. Attualmente gestisce 36 voli commerciali al giorno e 210 alla settimana.
E'l'hub della compagnia KF Cargo.